# Awsi
Awsi, precedentemente denominata Zona 1, è una delle zone amministrative in cui è suddivisa la Regione degli Afar in Etiopia.

## Woreda
La zona è composta da 12 woreda:
- Adar
- Afambo
- Asayita
- Asayita (città)
- Chifra
- Dubti
- Dubti town
- Elidar
- Gerani
- Kori
- Mile
- Samera Logiya town